# Halfwoestijn van de Afghaanse bergen
De halfwoestijn van de Afghaanse bergen (Engels: Afghan Mountains semi-desert) is een ecoregio die drie onaangesloten valleien in het noorden van de bergen van Afghanistan omvat. Deze valleien zijn droog (250-300 mm/jaar neerslag) en zijn voornamelijk bedekt met doornige struiken. Overbegrazing door vee heeft druk uitgeoefend op de grassen en de wilde dieren die ervan afhankelijk zijn.

## Locatie en beschrijving
De valleien van deze ecoregio liggen langs de centrale bergketen van Afghanistan, de Koh-i-Baba, een westelijke uitbreiding van de Hindoekoesj. De westelijke sector van deze ecoregio ligt in de vallei van de Hari rond de stad Chaghcharan. De middelste sector beslaat de Bamyanvallei op een hoogte van 2.550 meter. De meest oostelijke sector ligt in de provincie Badachsjan op de noordelijke helling van de bergen 100 km ten noorden van Jalalabad. Het terrein varieert in hoogte van 1.155 tot 5.497 meter, met een gemiddelde van 2.897 meter.

## Klimaat
Het klimaat van de ecoregio is een gematigd landklimaat met warme en droge zomers (Klimaatclassificatie van Köppen Dsb), met grote seizoensgebonden temperatuurverschillen en een warme zomer (geen enkele maand gemiddeld boven 22 °C), en minstens vier maanden gemiddeld boven 10 °C. De droogste maand tussen april en september heeft minder dan 1/3 van de neerslag van de natste maand. In deze ecoregio valt gemiddeld 250-300 mm neerslag per jaar.

## Flora en fauna
De bodembedekking in de ecoregio bestaat voor ongeveer 2/3 uit kruidachtige vegetatie en 1/3 uit kale vegetatie. De vegetatie bestaat meestal uit doornstruiken met een open bedekking, die meestal minder dan 1,5 meter hoog zijn. Een significante vegetatie komt meestal voor langs droge rivierbeddingen. Er zijn slechts 95 gewervelde diersoorten geregistreerd in de ecoregio, waarvan er geen endemisch is. Overbegrazing heeft de grasachtige vegetatie (Graminoïden) aangetast. Soorten die van belang zijn voor het behoud zijn onder andere de bijna bedreigde Argali (Ovis ammon), de bijna bedreigde gestreepte hyena (Hyaena hyaena) en het bedreigd witbuikmuskushert (Moschus leucogaster).

## Beschermde gebieden
Minder dan 2% van de ecoregio is officieel beschermd. Een schatting uit 2017 van het beschermde gebied omvatte slechts 569 vierkante kilometer. Deze beschermde gebieden omvatten:
- Nationaal park Band-e Amir (een deel ligt in de ecoregio).
- Ajar Valley Nature Reserve